# Síndrome de Münchhausen
Síndrome de Münchhausen é um transtorno factício, ou seja, os indivíduos fingem ou causam a si mesmo doenças ou traumas psicológicos para chamar atenção ou simpatia a eles. Sintomas podem ser induzidos por drogas, toxinas ou objetos para simular uma doença e convencer os profissionais de saúde a fazerem um diagnóstico.

## Sinais e sintomas
A síndrome de Münchhausen é uma doença psiquiátrica em que o paciente, de forma compulsiva, deliberada e contínua, causa, provoca ou simula sintomas de doenças, sem que haja uma vantagem óbvia para tal atitude que não seja a de obter cuidados médicos e de enfermagem.
Na síndrome de Münchhausen, a pessoa afetada exagera ou cria sintomas nela mesma para ganhar atenção, tratamento e simpatia. Em alguns casos extremos, pessoas com esta síndrome estudam a fundo alguma doença para conseguir produzir os sintomas com maior precisão.
Alguns dos possíveis sintomas da síndrome de Münchhausen são:
- Sintomas se encaixam perfeitamente na descrição clássica da doença relatada, mas a resposta aos tratamentos é instável e ineficiente;
- Ânsia de se submeter a diferentes exames e procedimentos;
- Histórico médico e pessoal incoerente;
- Consultar diferentes médicos e diferentes hospitais, algumas vezes de várias áreas;
- Profundo conhecimento da doença e dos procedimentos hospitalares;
- Recusa em deixar os médicos conversarem com familiares ou amigos;
- Transtornos psicológicos, especialmente os relacionados a carência afetiva, teatralidade e insegurança.

## Diagnóstico
O diagnóstico de transtorno factício é um grande desafio e exige uma extensa avaliação clínica, laboratorial, da história clínica e antecedentes pessoais para excluir todas as possíveis causas orgânicas dos signos e sintomas do paciente. Se o paciente não confessar, for denunciado por um cuidador ou pego em flagrante, os médicos podem demorar meses ou até anos tentando excluir outras possibilidades diagnósticas. Por isso médicos devem suspeitar de pacientes que recebem benefícios pessoais por estarem doentes e devem trabalhar em equipe. 

## Diagnóstico diferencial
Deve ser diferenciado da hipocondria. Um portador de Münchhausen pode se cortar com um material infectado para causar uma infecção, por exemplo, enquanto o hipocondríaco acredita que tem a infecção, mas não se infectaria intencionalmente. Os exames desse hipocondríaco não indicam infecção, enquanto os do Münchhausen sim.
Também se diferencia dos transtornos somatoformes em que um transtorno psiquiátrico causa signos físicos reais. Um evento muito estressante pode causar insônia, vômito, fadiga, perda de apetite e desmaio. Ansiedade extrema pode causar falta de ar, taquicardia, tontura e paralisia. A perda de um ente querido pode causar dor crônica pelo corpo. Não se tratam de síndromes fictícios, pois esses sintomas não são intencionais ou para obter atenção.
No caso de Folie à deux os sintomas são apenas psiquiátricos e causados por um relacionamento patológico com outra pessoa. Por exemplo, uma mãe pode convencer o filho de que ele está severamente doente, que necessita de cuidados médicos intensivos, e inclusive a própria equipe de saúde pode acreditar. Mas os exames não indicam nada orgânico e ao separar ambos por tempo suficiente os sintomas desaparecem.

## Origem do nome
O nome deriva de Barão de Münchhausen (Karl Friedrich Hieronymus Freiherr von Münchhausen, 1720-1797), a quem é atribuída uma série de contos fantásticos.
Em 1950, o Dr. Richard Asher (o pai de Jane Asher e Peter Asher) foi o primeiro em descrever um padrão de auto-dano onde os indivíduos fabricavam histórias, sinais, e sintomas de doenças. Lembrando o Barão de Münchhausen, Asher nomeou esta condição como síndrome de Münchhausen. Originalmente, este termo era usado para desordens fictícias. Porém, agora é considerada que é um grupo extenso de desordens fictícias, e o diagnóstico de síndrome de Münchhausen é reservado apenas para a forma mais severa onde a simulação de doença é uma atividade central na vida da pessoa afetada.

## Por procuração
A síndrome de Münchhausen por procuração (comumente chamada em inglês de "by proxy") é uma variante da doença em que, ao invés de provocar em si os sintomas, o portador causa ou simula a doença em outra pessoa, geralmente uma criança sob os seus cuidados, e foi descrita originalmente pelo pediatra Roy Meadow, em 1977.

## Tratamento
Tratamento psicoterapêutico e médico devem centrar-se no distúrbio psiquiátrico que desencadeou a síndrome: sejam transtornos do humor, transtornos de ansiedade, transtorno de personalidade borderline, ou algum outro. O prognóstico do paciente depende do transtorno psicológico: depressão e ansiedade, por exemplo, geralmente respondem bem a antidepressivos e terapia cognitivo-comportamental, enquanto transtornos de personalidade podem chegar a levar anos de tratamento psicoterápico, sendo que em tais casos a medicação se resume a diminuir alguns sintomas.

## Casos famosos
- William McIlhoy entrou para o Livro Guinness dos Recordes depois de 400 operações em 100 hospitais diferentes, acumulando US$ 4 milhões em dívidas no processo. Morreu em um asilo em 1983.[8]
- Lacey Spears, envenenou seu filho Garnett com sal de mesa desde o nascimento. Ele faleceu com 5 anos, devido a níveis elevados de sódio no sangue. Lacey foi julgada e condenada a vinte e cinco anos de prisão.[9]